# Kindheit (1987)
Kindheit ist ein Spielfilm der DEFA von Siegfried Kühn aus dem Jahr 1987.

## Handlung
Ein Jahr vor Kriegsende, gesehen mit den Augen des Neunjährigen Alfons. Seine Mutter ist in Berlin „in Stellung“ und kann den Jungen nicht mitnehmen. Er bleibt bei seinen Großeltern auf einem kleinen Bauernhof mit Sägemühle, irgendwo im Schlesischen, zurück. Als er eines Tages mit seinem Großvater aus der Stadt ein Sofa abholt, reizt er das Pferd so, dass es durchgeht, in einen Graben rutscht und mit dem Wagen umstürzt. Von nun an muss der Opa seine Zeit im Bett verbringen. Dafür darf aber der zugeteilte polnische Zwangsarbeiter beim Essen jetzt mit am Tisch sitzen. Als der grobschlächtige Großvater das einmal sieht, will er diesen mit dem Stock vertreiben und fällt dabei tot um. Am Tod nicht ganz unschuldig, verehrt Alfons die Oma-Mutter wie eine Heilige und wähnt sich im Wachtraum während der Messe als Jesuskind auf dem Schoß der Jungfrau Maria.
Aber die rüstige Witwe ist so ganz und gar weltlich; als ein Flohzirkus mit dem italienischen Direktor Nardini im Dorf Einzug hält, verliebt sie sich in ihn. Für den Ortsbauernführer Riedel sind die Zirkusleute nicht mehr als „Zigeunerpack“, für groben Spaß und tödliche Austreibung gerade gut genug. So verkauft ihm Nardini sein Zirkusschwein, welches nun für ein Fest geschlachtet wird. Als Riedel aber mitbekommt, dass es sich hierbei nicht um das dressierte Schwein handelt, muss Nardini fliehen. Die Oma trifft sich aber weiterhin heimlich mit dem Zirkusdirektor und Alfons’ anfängliche Eifersucht weicht. Als dieser von seinen Schulfreunden erfährt, dass Nardinis Versteck kein Geheimnis mehr ist und die Anhänger der Nationalsozialisten dieses in Flammen aufgehen lassen wollen, warnt er seine Oma, so dass sich Nardini rechtzeitig in Sicherheit bringen kann. Nur die Oma-Mutter will noch nicht ihren Hof verlassen. Erst als die Front immer näher rückt und sie davon erfährt, dass in Zukunft Deutschland an der Oder endet, packt sie ihr Hab und Gut auf einen Wagen und zieht mit Alfons und ihrem Geliebten gen Westen.

## Produktion
Kindheit wurde vom DEFA-Studio für Spielfilme (Künstlerische Arbeitsgruppe „Babelsberg“) auf Orwo-Color gedreht und hatte am 25. August 1987 in den Berliner Kinos International und Babylon festliche Uraufführung. Er trägt autobiographische Züge des Regisseurs Siegfried Kühn, der den Film seiner Großmutter gewidmet hat. Die Erstausstrahlung im ersten Programm des DFF fand am 20. Mai 1990 statt. In der ARD lief der Film am 13. April 1992.

## Kritik
Günter Sobe meint in der Berliner Zeitung, dass man den Zirkus nicht braucht. Es würde ausreichen, wenn sich nie ganz genau erkennen ließe, was Wirklichkeit wäre und was allein der Phantasie des Jungen entsprungen ist. Ein solches ideelles Ineinandergleiten von Realistischem und Phantastischem hätte einer gelassenen liebevollen Ironie sogar mehr Raum gegeben und den Stil des Films deutlicher bestimmen können. Georg Antosch meint in der Neuen Zeit, dass die Kindheit ein persönliches Eigentum eines jeden von uns ist, über die eigene Erinnerung hinaus mitteilsam nur dann ist, wenn sie anderen zumindest Assoziationen anbietet. Eben davon ist Siegfried Kühn indes so weit entfernt, dass sich unser Publikum mit diesem Film einigermaßen schwer tun dürfte. Das Lexikon des internationalen Films schrieb, dass es sich hierbei um eine skurrile, von menschlicher Wärme durchdrungene, aber nicht sonderlich aufregende Dorfgeschichte, nach Kindheitserinnerungen des Regisseurs, handelt. Eine herausragende Darstellerin ist Carmen-Maja Antoni als emanzipatorische Großmutter.

## Auszeichnungen
- 1987: Staatliches Prädikat der DDR für Spielfilme: Wertvoll
- 1987: Kritikerpreis „Die große Klappe“ für den besten Film
- 1987: Kritikerpreis „Die große Klappe“ für die Beste Darstellerin an Carmen-Maja Antoni
- 1988: 5. Nationales Spielfilmfestival der DDR: Preis als bester Nebendarsteller an Hermann Beyer
- 1988: 5. Nationales Spielfilmfestival der DDR: Preis für die Beste weibliche Hauptrolle an Carmen-Maja Antoni